# Pixi
A Pixi (eredeti címén Pixi Wissen) német televíziós flash animációs sorozat. Magyarországon a Minimax adta le.

## Ismertető
Pixi a történet főhőse, aki játszik az erdőben. Amíg játszik aközben egy varázsfalba ütközik bele. Ez a varázsfal, amely a világról rengeteg sok információt rejteget. Pixi kíváncsi, ezért megkérdez minden olyant, amit meg szeretne tudni. Pixi kalandjai nyomon követhetők. Varázsfal mutatja be a világ dolgait Pixinek. Kalandjai során részese lehetnek a nézők annak a tudásnak, amit Pixi megtanul a világról.

## Szereplők
- Pixi – A történet főhőse, aki minden olyant meg szeretne tudni a világról, ami érdekli.
- Varázsfal – Varázslatos képernyő, aki Pixinek megismerni valókat mutat be a világról.

## Magyar hangok
- ? – Pixi
- ? – Varázsfal

## Epizódok
1. Dinoszauruszok (Dinosaurs)
2. A tenger mélye (Deep Sea)
3. Elefántok (Elephants)
4. Kutyák és farkasok (Dogs and Wolfs)
5. Vikingek (Vikings)
6. A föld (Earth)
7. Lovaglás (Horse Riding)
8. Ragadozó madarak (Raptors)
9. A tenger (The Sea)
10. Lovak és pónik (Horses and Ponies)
11. Repülőgépek (Flying and Planes)
12. Balett (Balett)
13. Kalózok (Pirates)
14. Lovagok (Knights)
15. Bolygók és csillagok (Planets and Stars)
16. Bálnák és delfinek (Whales and Delphins)
17. A holdra szállás (The Moon Leading)
18. Az időjárás (The Weather)
19. Vulkánok (Volcanoes)
20. Az időjárás változás (Climate and Climate Charge)
21. Állati rekordok (Animal Records)
22. Vasút (Railway)
23. Vita és harmónia (Fairness and Behaviour)
24. Állatok a kertben (Animal in the garden and Forest)
25. Az én testem (My Body)
26. A viselkedésről (Fairness and Behaviour)
27. Foci (Soccer)